# Forest Green Rovers F.C.
Forest Green Rovers – angielski klub piłkarski z siedzibą w Nailsworth występujący w piątej lidze angielskiej.